# Câble électrique
Pour les articles homonymes, voir câble.
Un câble électrique est un regroupement de fils conducteurs avec parfois un, ou plusieurs, blindages électromagnétiques intérieurs/extérieurs. Un câble électrique peut être utilisé pour le transport d'énergie électrique mais aussi pour la transmission de données (téléphone, informatique, télévision, etc.).

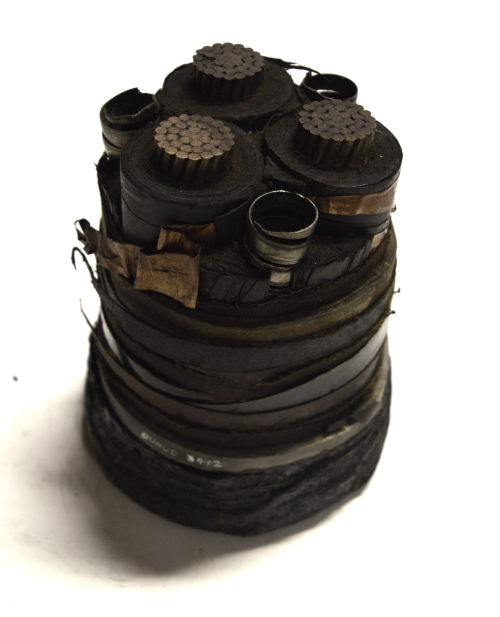
Câble électrique haute tension (Musée de l'Université de Dundee.).

## Description

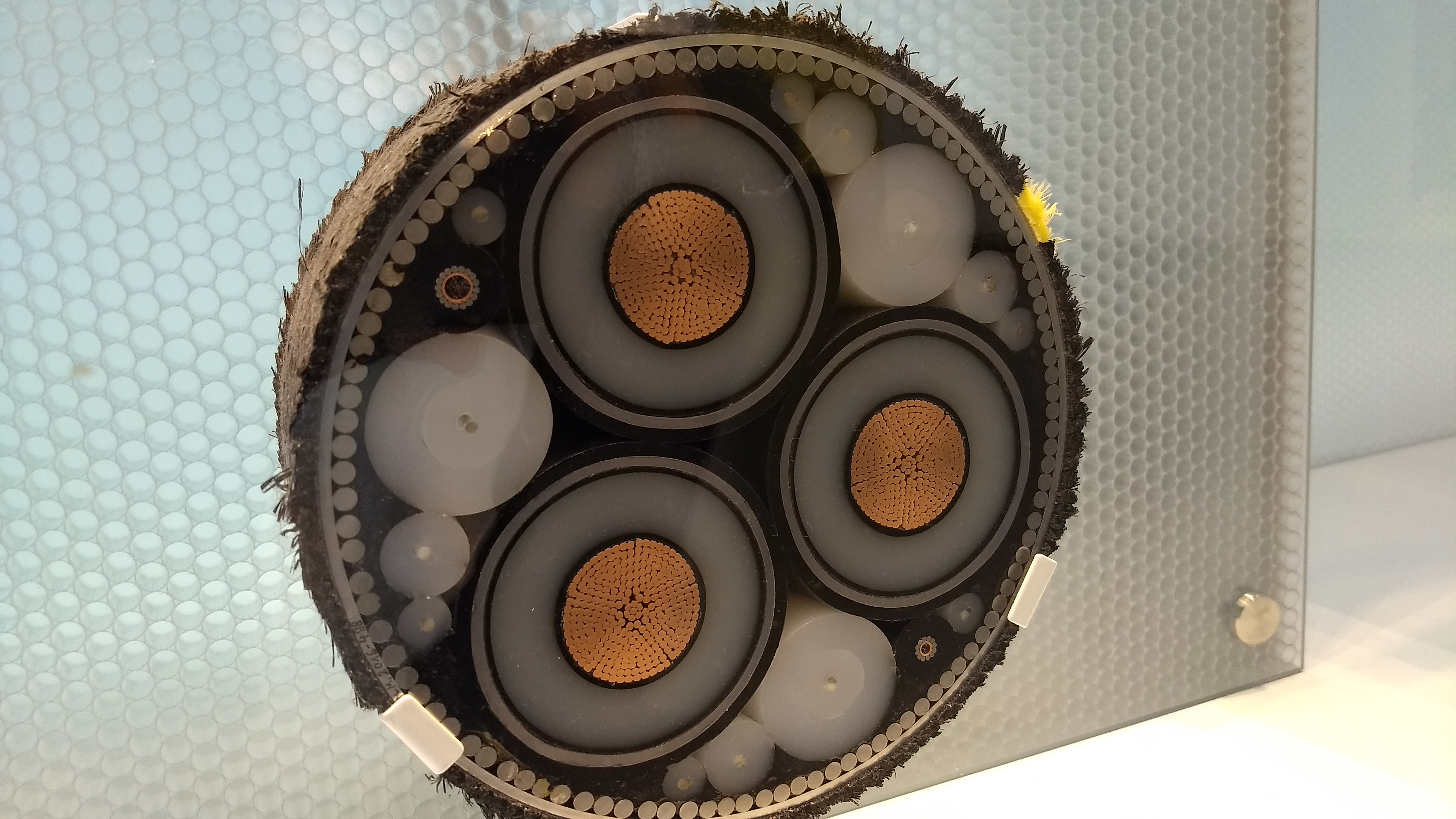
Cable sous-marin 150 kV avec ses câbles/conduits annexes et ses blindages.

Un câble électrique est constitué de fils de cuivre isolés et aussi de paires torsadées pour la transmission de données. Il peut comporter de un à plusieurs centaines de fils mais aussi parfois de fibre optique pour la transmission de données à longue distance. Un câble standard est composé d' au-moins un fil d'une matière conductrice (l'âme en cuivre, aluminium et parfois, pour résister à de hautes températures, en nickel), isolés les uns des autres, et d'une enveloppe isolante (PVC, silicone, silicone + tresse). Le pourcentage de l'un par rapport à l'autre peut varier d'un câble à un autre en fonction de son utilisation et de son emplacement. 
Ces câbles sont parfois entourés d'un ou plusieurs blindages (blindage mécanique et/ou électromagnétique) faits de feuillards d'aluminium ou de cuivre, mais aussi de tresse d'acier. Dans certains cas, on arme le câble avec un ou plusieurs feuillards d'acier, afin qu'il puisse résister à des conditions mécaniques extrêmes : câbles en sous-sol ou sous-marins.
Un câble électrique peut aussi être le regroupement mécanique de plusieurs câbles électriques (puissance, téléphone, informatique, vidéo, etc.) mais aussi contenir des fils de contrôle, des fibres optiques voire un fluide de refroidissement (entre autres dans un câble sous-marin transportant des câbles d'énergie électrique).
L'intérieur d'un câble électrique comporte souvent une « âme » en métal ou en fibres synthétiques, qui assure sa résistance mécanique et évite son élongation entre autres lors de sa dépose sur un fond marin.

### Blindage- Armure
Les câbles amenés à supporter des contraintes mécaniques ou à résister aux perturbations électromagnétiques ont besoin de blindage ou armure. Il faut distinguer deux types de blindages :
Les câbles armés ou blindage mécaniqueen général en acier, assure la résistance du câble à la traction et le protège des agressions extérieures (pincement, rongeurs...). La résistance à la traction peut être renforcée par une âme métallique ou synthétique. Le câble est dit armé et souvent constitué d'un feuillard métallique sous la première peau isolante ;
les câbles blindés ou blindage électromagnétiqueen cuivre ou en aluminium, protège les fils de données des interférences électromagnétiques qui peuvent être internes (entre fils ou par paire) et/ou externes. Un même câble peut contenir plusieurs blindages en interne, surtout s'il transporte à la fois de l'énergie et des données numériques (mesures, contrôles, informatiques, vidéos, etc.) sur de longues distances. Le câble est dit blindé.

### Isolation
Aujourd'hui, l'isolation est généralement synthétique (polymères issus de la pétrochimie). Dans le cas d'un câble électrique à haute tension, deux types de câbles isolés peuvent être utilisés : 
- les câbles à isolation synthétique (CIS) ;
- les câbles à isolation gazeuse (CIG), plus rares et plus coûteux, avec un isolant qui doit être compartimenté, mais acceptant des puissances plus élevées.

Dans certains domaines particuliers, des câbles à isolant réfractaire pulvérulent comprimé peuvent être mis en œuvre (p.ex. câbles "PYROTENAX"), notamment dans la marine, ou le secteur nucléaire, afin d'assurer des performances liées aux besoins spécifiques de ces secteurs.

### réglementation incendie sur les câbles (mise à jour en 2025 en France)
En France, le 23 mai 2025, entre en vigueur une nouvelle réglementation sur les câbles électriques dans les bâtiments tertiaires, notamment les établissements recevant du public (ERP, en particulier, écoles, hôpitaux, cinémas, centres commerciaux ; hôtels, restaurants, maisons de retraite ; bureaux ouverts au public) et les Immeubles de Grande Hauteur (IGH), pour y renforcer la sécurité incendie dans les bâtiments accueillant du public, réduire la propagation des flammes en cas de feu et la toxicité des fumées. Il y a désormais :
- interdiction des câbles classés 'ca pour les nouvelles installations dans les ERP et IGH ;
- obligation d’utiliser des câbles classés Cca-s2,d2,a2 ;
- généralisation du câble FR-N1X6G3, conforme à la norme XP C 32-325.

### Nomenclature de câble électrique
Les noms de câble répondent à des normes précises, c'est pourquoi sont forcément erronées des affirmations telles que « Le câble R2V est anciennement appelé RO2V ».
| Câble      | Norme                                                | Tension électrique maximale | Âme(s) (fil(s) électrique) | Bourrage (isolant électrique)  | Armature                      | Bourrage dans la gaine        | Gaine                          | Usage |
| ---------- | ---------------------------------------------------- | --------------------------- | -------------------------- | ------------------------------ | ----------------------------- | ----------------------------- | ------------------------------ | --- |
| U1000-R2V  | U (norme française Union technique de l'électricité) | 1000 (1kV)                  | - (cuivre rigide)          | R (Polyéthylène réticulé XLPE) | non précisée (pas d'armature) | 2 (bourre dans la gaine)      | V (Chlorure de polyvinyle PVC) | Pour enterrer sous voie publique, présence d'eau certaine, responsabilité juridique (parties communes)                      |
| U1000-RVFV | U (NF)                                               | 1000 (1kV)                  | - (cuivre rigide)          | R + V (XLPE + PVC)             | F (feuillard en acier)        | non précisé (pas de bourrage) | V (PVC)                        | Pour aérien, façade, renforcé (risque de vent fort, rongeurs, vandalisme, passages de véhicules)                            |
| U1000-R02V | U (NF)                                               | 1000 (1kV)                  | - (cuivre rigide)          | R (XLPE)                       | zéro (pas d'armature)         | 2 (bourre dans la gaine)      | V (PVC)                        | Pour aérien, façade, cloison intérieure, présence d'eau probable, responsabilité juridique (parties communes)               |
| H05VK      | H (harmonisée communauté européenne Cenelec)         | 0,5 kV (500 volts)          | K (cuivre souple)          | non précisé (pas de bourrage)  | non précisée (pas d'armature) | non précisé (pas de bourrage) | V (PVC)                        | Pour intérieur, présence d'eau improbable                                                                                   |
| H07VK      | H (CE)                                               | 0,7 kV (700 volts)          | K (cuivre souple)          | non précisé (pas de bourrage)  | non précisée (pas d'armature) | non précisé (pas de bourrage) | V (PVC)                        | Pour intérieur, présence d'eau improbable                                                                                   |
| H07VR      | H (CE)                                               | 0,7 kV (700 volts)          | R (cuivre rigide)          | non précisé (pas de bourrage)  | non précisée (pas d'armature) | non précisé (pas de bourrage) | V (PVC)                        | Pour intérieur, présence d'eau improbable, triphasé, cuisson 32 ampères, électroménager 20 ampères                          |
| H07VU      | H (CE)                                               | 0,7 kV (700 volts)          | U (cuivre unique)          | non précisé (pas de bourrage)  | non précisée (pas d'armature) | non précisé (pas de bourrage) | V (PVC)                        | Pour intérieur, présence d'eau improbable, électroménager 20 ampères, prise domestique, éclairage, interrupteur va-et-vient |

De plus, une vingtaine de types de câbles sont obligatoires pour différents usages car ils dégagent moins de fumées en cas d'incendie (Z) ou résistent à la chaleur (H), etc.
Pour la norme U consulter le détail.
Outre le type de câble, sa section importe également : plus le diamètre d'un câble est élevé, plus il est apte à transmettre de grandes puissances sans échauffement significatif. On désigne alors la section du câble par l'expression « câble S carré » où S est la surface de sa section en mm2. A titre d'exemple un câble « 4 carré » supporte typiquement 25 ampères, et est à ce titre généralement réservé aux circuits de moyenne puissance (cuisinière électrique, etc.).

### Autres
Les câbles sous-marins peuvent être amenés à faire circuler :
des fluidesau sein des câbles, pour assurer l'isolation des câbles internes ou le refroidissement des amplificateurs nécessaires pour limiter l'atténuation des signaux.
des fibres optiquespour limiter le nombre d'amplificateurs/répéteurs et la circulation de fluides.
des câbles d'alimentation électriqueentre autres pour alimenter les amplificateurs/répéteurs nécessaires au bon fonctionnement sur de grandes distances.
des câbles de signalisationpermettant de vérifier le bon fonctionnement de l'ensemble des éléments du câble, et éventuellement de pallier un dysfonctionnement.